# Olymp Prague (volley-ball féminin)
Cet article traite de la section volley-ball féminin. Pour l'article sur la section volley-ball masculin, voir Olymp Prague (volley-ball masculin).
Maillots
L'Olymp Prague (en tchèque : PVK Olymp Praha) est un club tchèque de volley-ball féminin fondé en 1957 et basé à Prague, évoluant pour la saison 2017-2018 en UNIQA Extraliga žen.

## Historique
- Le club a été fondé sous le nom de Rudá Hvězda Praha (« Étoile Rouge de Prague »).
- Le club a adopté sa dénomination actuelle en 1990 avec la chute du régime communiste.

## Palmarès
- Championnat de Tchécoslovaquie (12)
  - Vainqueur : 1974, 1975, 1977, 1979, 1980, 1981, 1984, 1985, 1986, 1987, 1988, 1992.
  - Finaliste : 1982, 1983, 1989.
- Championnat de Tchéquie (4)
  - Vainqueur : 1997, 1999, 2005,  2008.
  - Finaliste : 1993, 1995, 1996, 1998, 2002, 2003, 2004, 2007, 2012, 2013, 2014[2]2015.
- Coupe de Tchécoslovaquie (3)
  - Vainqueur : 1971, 1975, 1977.
- Coupe de Tchéquie (8)
  - Vainqueur : 1996, 1997, 1998, 1999, 2000, 2004, 2005, 2007.
  - Finaliste : 2001, 2006, 2008, 2013, 2014, 2015, 2020.
- Coupe des champions (2)
  - Vainqueur : 1976, 1980.
- Coupe des Coupes (1)
  - Vainqueur : 1979.
  - Finaliste : 1974, 1983.

## Effectifs

### Saison 2020-2021
| No                           | Nom                          | Date de naissance            | Taille                         | Poids                          | Poste                          |
| ---------------------------- | ---------------------------- | ---------------------------- | ------------------------------ | ------------------------------ | ------------------------------ |
| 1                            | Sarah Jaňourová              | 19 décembre 2001             | 175                            | 68                             | Passeuse                       |
| 3                            | Alžběta Plačková             | 1er novembre 2002            | 169                            | 59                             | Libero                         |
| 4                            | Aneta Havlíčková             | 3 juillet 1987               | 190                            | 88                             | Attaquante                     |
| 5                            | Eva Hodanová                 | 18 décembre 1993             | 189                            | 75                             | Réceptionneuse-attaquante      |
| 6                            | Lucie Smutná                 | 14 avril 1991                | 180                            | 73                             | Passeuse                       |
| 7                            | Julie Honzovičová            | 4 novembre 2001              | 181                            |                                | Réceptionneuse-attaquante      |
| 8                            | Pavlína Šimáňová             | 5 avril 1996                 | 186                            | 80                             | Centrale                       |
| 9                            | Anna Komárková               | 20 février 1996              | 177                            | 70                             | Réceptionneuse-attaquante      |
| 12                           | Aneta Bartošová              | 26 mai 2003                  | 184                            | 59                             | Centrale                       |
| 14                           | Veronika Pešková             | 24 juillet 1994              | 165                            | 53                             | Libero                         |
| 15                           | Šárka Boušková               | 4 juillet 1995               | 179                            | 80                             | Réceptionneuse-attaquante      |
| 17                           | Michaela Brichtová           | 19 janvier 2002              | 180                            | 58                             | Réceptionneuse-attaquante      |
| 18                           | Barbora Purchartová          | 9 mai 1992                   | 189                            | 65                             | Centrale                       |
|                              |                              |                              |                                |                                |                                |
| Encadrement technique        | Encadrement technique        |                              | Légende                        | Légende                        | Légende                        |
| Entraîneur : Stanislav Mitáč | Entraîneur : Stanislav Mitáč | Entraîneur : Stanislav Mitáč | : Capitaine                    | : Capitaine                    | : Capitaine                    |
| Entraîneur(s) adjoint(s) :   | Entraîneur(s) adjoint(s) :   | Entraîneur(s) adjoint(s) :   | : Joueuse blessée actuellement | : Joueuse blessée actuellement | : Joueuse blessée actuellement |